# Taiki (film)
Taiki är en nederländsk familjefilm från 2019 i regi av Mirjam de With efter ett manus av Karin van der Meer.

## Handling
Filmen handlar om en nederländsk familj som är på bilsemester i Sverige. Den nioåriga sonen Bruno börjar gå sina föräldrar på nerverna. Han vill egentligen vara hemma och spela datorspel. Efter att ha bråkat bråk rusar Bruno in i skogen och deras semester blir till en mardröm för föräldrarna som desperat letar efter honom. Väl i skogen stöter Bruno på en varg och lär känna vargen bättre och bättre.

## Rollista
- Pepijn van der Sman – Bruno
- Jennifer Hoffman – Linda
- Tibor Lukács – Chiel
- Linde van der Storm – Frankie
- Aus Greidanus – Baartman
- Camilla Larsson – mor Evelin